# Pilar Pascual de Sanjuán
Pilar Pascual de Sanjuán, död 1899, var en spansk lärare.
Hon var från 1857 verksam som lärare i flickskoleväsendet, och engagerade sig i utbildning för flickor och kvinnliga lärares rättigheter, och hennes arbete resulterade 1883 i löneutjämningslagen, vilket då var unikt för Spanien. 